# Antoni Anusiak
Antoni Anusiak (ur. 23 sierpnia 1889 w Witowążu, zm. po 1939) – polski polityk, burmistrz Łęczycy w latach 1934–1939, poseł na Sejm I kadencji w 1927, działacz społeczny i samorządowy, publicysta.

## Młodość i początki działalności
Urodził się w rodzinie chłopskiej – Wojciecha i Józefy z domu Kazimierska. W 1905 ukończył 6 klas Szkoły Handlowej we Włocławku a następnie odbywał praktykę rolniczą na Pomorzu i w Niemczech. W okresie późniejszym pracował jako urzędnik w Związku Ziemstw na terenie Rosji. Podczas I wojny światowej pełnił funkcję rejonowego zarządcy magazynów, był członkiem partii socjalistów-rewolucjonistów. Za swoją działalność partyjną jesienią 1917 został aresztowany i skazany przez bolszewików na śmierć, po czym został odbity z aresztu i uniknął wykonania wyroku. W 1918 zaciągnął się do I Korpusu Polskiego w Rosji. Służył w 1 Pułku Ułanów Krechowieckich a następnie w 2 Pułku Ułanów. Jako ochotnik walczył w wojnie polsko-bolszewickiej. 

## Działalność społeczna i polityczna w II Rzeczypospolitej
W 1918 powrócił do kraju i został wybrany do Rady Gminnej w Ossówce, a także Rady Powiatowej w Lipnie. Od 1919 do 1920 był sekretarzem w klubie parlamentarnym PSL „Wyzwolenie”. Podczas wojny polsko-bolszewickiej walczył, jako ochotnik, w 21 pułku piechoty. Po zakończeniu wojny kontynuował swoją karierę samorządowca w powiecie lipnowskim, był sekretarzem Powiatowego Urzędu Ziemskiego w Lipnie, działał w Związku Kółek Rolniczych (członek Zarządu Okręgowego) oraz pełnił funkcję instruktora gospodarstwa wiejskiego w okręgu dobrzyńskim. W wyborach do Sejmu I kadencji startował jako zastępca posła z listy nr 3 (PSL „Wyzwolenie”) w okręgu nr 9 (Płock). W latach 20. przeniósł się do województwa lubelskiego, gdzie w 1923 został inspektorem samorządu gminnego w Krasnymstawie. W latach 1924–1925 wchodził w skład Zarządu Głównego Związku Drobnych Kupców Chrześcijan w Warszawie i był odpowiedzialny za redagowanie czasopisma organizacji – „Głosu Kupców Chrześcijan”. Od 1927 do maja 1928 pracował jako inspektor samorządowy w Siedlcach. Antoni Anusiak został posłem 3 listopada 1927 (data ślubowania) w miejsce Juliusza Poniatowskiego, który zrzekł się mandatu. W Sejmie pełnił funkcję sekretarza klubu. Pomiędzy 1926 a 1927 kształcił się w Studium Pracy Społeczno-Oświatowej przy Wydziale Pedagogicznym Wolnej Wszechnicy Polskiej w Warszawie, w 1933 uzyskał dyplom ukończenia studium. W 1928 startował w wyborach do Sejmu jako zastępca posła z listy państwowej PSL „Wyzwolenie”, jednak mandatu nie uzyskał. Od 1929 był sekretarzem Sejmiku Powiatowego w Siedlcach oraz organizował tam oświatę pozaszkolną a od 1932 był prezesem siedleckiej Rady Powiatowej BBWR. Od 1934 aż do wybuchu wojny pełnił funkcję burmistrza Łęczycy i przewodniczył kołu BBWR w tamtejszej Radzie Powiatowej. W tym okresie podjął również działalność społeczną w Komitecie Pomocy Bezrobotnym i Zarządzie Towarzystwa Krajoznawczego.
W trakcie swojej działalności publicznej Anusiak publikował w kutnieńskim tygodniku „Echo”, „Ziemi Siedleckiej” i „Kalendarzu Samorządowym”. Losy Antoniego Anusiaka po wybuchu II wojny światowej pozostają nieznane.

## Ordery i odznaczenia
- Srebrny Krzyż Zasługi (9 listopada 1932)[3]